# Андерсон Мігел да Сілва
Андерсон Мігел да Сілва (порт. Ânderson Miguel da Silva, нар. 28 липня 1983, Сорокаба), відомий як Нене (порт. Nenê) — бразильський футболіст, нападник португальського клубу «Вілафранкенсе».

## Ігрова кар'єра
У дорослому футболі дебютував 2003 року виступами за команду «Сан-Бенту». Протягом наступних п'яти років щороку змінював команду.
2008 року за 500 тисяч євро перебрався до португальського «Насіунала» (Фуншал). Дебют у Європі вийшов надзвичайно вдалим — у сезоні 2008/09 Нене відзначився 20-ма голами у 28 іграх Прімейри і став найкращим бомбардиром португальської першості.
Цей успіх привернув увагу до бразильця багатших європейських клубів, і вже в липні 2009 року він за 4,5 мільйона євро перейшов до італійського «Кальярі». Відіграв за головну команду Сардинії наступні п'ять сезонів. Був серед гравців основного складу команди, проте вже не демонстрував високої результативності.
По завершенні контракту з «Кальярі» 2014 року на правах вільного агента приєднався до «Верони», у складі якої протягом пів року був резервним нападником. Згодом протягом трьох з половиною років грав у Серії B за «Спецію» та «Барі».
Влітку 2018 року повернувся до Португалії, де протягом двох років грав за вищоліговий «Морейренсе», після чого перейшов спочатку до друголігового «Лейшойнша», а 2021 року — до «Вілафранкенсе», також представника Сегунда-Ліга.

## Статистика виступів

### Статистика клубних виступів
Станом на 30 квітня 2018
| Сезон                  | Команда                | Чемпіонат              | Чемпіонат | Чемпіонат | Національний кубок | Національний кубок | Національний кубок | Континентальні кубки | Континентальні кубки | Континентальні кубки | altre coppe | altre coppe | altre coppe | totale | totale | totale |
| Сезон                  | Команда                | Ліга                   | Ігор      | Голів     | Ліга               | Ігор               | Голів              | Ліга                 | Ігор                 | Голів                | Ліга        | Ігор        | Голів       | Ігор   | Голів  |        |
| ---------------------- | ---------------------- | ---------------------- | --------- | --------- | ------------------ | ------------------ | ------------------ | -------------------- | -------------------- | -------------------- | ----------- | ----------- | ----------- | ------ | ------ | ------ |
| 2004                   | «Ріашуелу»             | A1/SE                  | 28        | 14        | -                  | -                  | -                  | -                    | -                    | -                    | -           | -           | -           | 28     | 14     |        |
| 2006                   | «Санта-Круз» (Ресіфі)  | A                      | 22        | 9         | -                  | -                  | -                  | -                    | -                    | -                    | -           | -           | -           | 22     | 9      |        |
| 2007                   | «Крузейру»             | A                      | 9         | 6         | -                  | -                  | -                  |                      | -                    | -                    | -           | -           | -           | 9      | 6      |        |
| 2008                   | «Іпатінга»             | A                      | 6         | 4         | -                  | -                  | -                  | -                    | -                    | -                    | -           | -           | -           | 6      | 4      |        |
| 2008–09                | «Насіунал» (Фуншал)    | ПЛ                     | 28        | 20        | КП+КЛ              | 5+4                | 2+1                | -                    | -                    | -                    | -           | -           | -           | 37     | 23     |        |
| 2009–10                | «Кальярі»              | A                      | 33        | 8         | КІ                 | 1                  | 0                  | -                    | -                    | -                    | -           | -           | -           | 34     | 8      |        |
| 2010–11                | «Кальярі»              | A                      | 27        | 6         | КІ                 | 2                  | 2                  | -                    | -                    | -                    | -           | -           | -           | 29     | 8      |        |
| 2011–12                | «Кальярі»              | A                      | 18        | 1         | КІ                 | 1                  | 1                  | -                    | -                    | -                    | -           | -           | -           | 19     | 2      |        |
| 2012–13                | «Кальярі»              | A                      | 23        | 3         | КІ                 | 0                  | 0                  | -                    | -                    | -                    | -           | -           | -           | 23     | 3      |        |
| 2013–14                | «Кальярі»              | A                      | 23        | 5         | КІ                 | 1                  | 0                  | -                    | -                    | -                    | -           | -           | -           | 24     | 5      |        |
| Усього за «Кальярі»    | Усього за «Кальярі»    | Усього за «Кальярі»    | 124       | 23        |                    | 5                  | 3                  |                      | -                    | -                    |             | -           | -           | 129    | 26     |        |
| 2014-січ. 2015         | «Верона»               | A                      | 8         | 0         | КІ                 | 3                  | 1                  | -                    | -                    | -                    | -           | -           | -           | 11     | 1      |        |
| січ.-черв. 2015        | «Спеція»               | B                      | 15+1      | 4         | КІ                 | 0                  | 0                  | -                    | -                    | -                    | -           | -           | -           | 16     | 4      |        |
| 2015–16                | «Спеція»               | B                      | 28+2      | 11        | КІ                 | 5                  | 0                  | -                    | -                    | -                    | -           | -           | -           | 35     | 11     |        |
| 2016–17                | «Спеція»               | B                      | 17+1      | 4+1       | КІ                 | 2                  | 1                  | -                    | -                    | -                    | -           | -           | -           | 20     | 6      |        |
| Усього за «Спецію»     | Усього за «Спецію»     | Усього за «Спецію»     | 60+4      | 20        |                    | 7                  | 1                  |                      | -                    | -                    |             | -           | -           | 71     | 21     |        |
| 2017–18                | «Барі»                 | B                      | 24+1      | 6+1       | КІ                 | 3                  | 2                  | -                    | -                    | -                    | -           | -           | -           | 28     | 9      |        |
| 2018–19                | «Морейренсе»           | ПЛ                     | 26        | 3         | КП+КЛ              | 2+0                | 0                  | -                    | -                    | -                    | -           | -           | -           | 28     | 3      |        |
| 2019–20                | «Морейренсе»           | ПЛ                     | 26        | 4         | КП+КЛ              | 1+1                | 0                  | -                    | -                    | -                    | -           | -           | -           | 28     | 4      |        |
| Усього за «Морейренсе» | Усього за «Морейренсе» | Усього за «Морейренсе» | 52        | 7         |                    | 4                  | 0                  |                      | -                    | -                    |             | -           | -           | 56     | 7      |        |
| 2020–21                | «Лейшойнш»             | СЛ                     | 30        | 8         | КП                 | 1                  | 0                  | -                    | -                    | -                    | -           | -           | -           | 11     | 4      |        |
| Усього за кар'єру      | Усього за кар'єру      | Усього за кар'єру      | 376       | 114       |                    | 32                 | 9                  |                      | -                    | -                    |             | -           | -           | 408    | 123    |        |

## Титули і досягнення
- Найкращий бомбардир Прімейри (1):

2008–2009 (20 голів)